# Charles Angélique François Huchet de La Bédoyère

Charles de La Bédoyère, porträtiert von Hortense de Beauharnais

Charles Angélique François Huchet de La Bédoyère (* 17. April 1786 in Paris; † 19. August 1815 ebenda) war ein französischer Général de division unter Napoléon Bonaparte. Er ging, als Napoleon einige Zeit nach seiner ersten Abdankung von Elba zurückkehrte, wieder zu diesem über und wurde deshalb nach Napoleons endgültiger Niederlage und der Restauration Ludwigs XVIII. als Hochverräter standrechtlich erschossen.

## Biografie

### Militärlaufbahn unter Napoleon
Charles Angélique François Huchet de La Bédoyère stammte aus einer bretonischen Adelsfamilie und war ein Sohn von Charles-Marie-Philippe de La Bédoyère und Félicité-Julie Desbarres. Als 20-Jähriger trat er 1806 in die kaiserliche Gendarmerie der französischen Armee ein, in der er die Feldzüge von 1806 und 1807 mitmachte. Am 10. September 1807 wurde er Sous-lieutenant im 11e régiment de chasseurs à cheval. Als Adjutant des Marschalls Jean Lannes begleitete er diesen nach Spanien, wurde in der Schlacht bei Tudela (23. November 1808) verwundet, folgte nach seiner Heilung dem Marschall in den Feldzug gegen Österreich und war am 23. April 1809 unter den ersten, die in Regensburg eindrangen. In der Schlacht bei Essling und Aspern (21./22. Mai 1809), die Lannes das Leben kostete, verwundet kam er als Adjutant zu Eugène de Beauharnais, dem Vizekönig von Italien, der ihm 1811 den Rang eines Chef de bataillon verschaffte. Im Feldzug von 1812 zeichnete er sich wiederholt aus. Deshalb wurde er zum Colonel befördert und erhielt am 1. Mai 1813 von Napoleon den Befehl über das 112. Infanterieregiment, an dessen Spitze er bei Lützen, Bautzen und auf den Höhen von Goldberg kämpfte, die er am 23. August 1813 nahm und gegen den Feind hielt. Verwundet begab er sich in seine Heimat und heiratete eine Dame aus der royalistischen Familie Chastellux.
Als sich die Alliierten Paris näherten, bot La Bédoyère dem Gouverneur seine Dienste an. Nach der Abdankung Napoleons suchten ihn seine Verwandten  1814 auf die Seite des Bourbonen-Königs Ludwig XVIII. zu ziehen. Er wurde auf deren Betreiben Ludwigsritter und Kommandeur des in Grenoble stationierten 7e régiment d’infanterie. Aber er blieb ein Anhänger Napoleons, und mit Entsetzen sah er die „Invasion“ Frankreichs durch die Alliierten, unter deren Schutz die Bourbonen heimgekehrt waren. Trotz seiner Familienbeziehungen verkehrte er gern in den Salons der Königin Hortense und sein Dienst als königlicher Offizier war ihm zuwider.
Bei Napoleons Rückkehr von Elba zu Anfang März 1815 fiel La Bédoyère sofort von den Bourbonen ab, verließ Grenoble trotz der Bitten des Generals Marchand und führte Napoleon sein Regiment nach Vizille entgegen. Er beschwor den zurückgekehrten Kaiser, dem System unersättlicher Eroberung und des Despotismus zu entsagen, Frankreich stattdessen Freiheit und Glück zu bringen. Napoleon lächelte über die Ratschläge und zog mit La Bédoyère und seinem Regiment am 7. März in Grenoble ein. Ludwig XVIII. musste hingegen wieder flüchten. La Bédoyère begleitete Napoleon bis Paris, musste aber bald erkennen, dass dieser der alte Gewaltherrscher geblieben war. Er wurde Général de brigade und Adjutant des Kaisers, bald Général de division und am 2. Juni 1815 Pair von Frankreich.

### Prozess nach Restauration der Bourbonen und Hinrichtung
Mit Napoleon kämpfte La Bédoyère in der Schlacht bei Waterloo (18. Juni 1815), wo er bis zuletzt aushielt. Nach der verheerenden französischen Niederlage kehrte er nach Paris heim und nahm in der Pairskammer seinen Sitz ein. Napoleon dankte ab und La Bédoyère verfocht in der stürmischen Sitzung der Pairs vom 22. Juni leidenschaftlich die Nachfolge Napoleon Franz Bonapartes. Er wurde dabei wiederholt unterbrochen und zur Ordnung gerufen, wetterte aber unbeirrt gegen die drohende erneute Restauration der Bourbonenmonarchie. In Bezug auf sein eigenes Schicksal sagte er zutreffend voraus, dass er als Erster erschossen würde, falls sich die führenden Kräfte Frankreichs vollends von Napoleon abwendeten.
Nach der Übergabe von Paris folgte La Bédoyère der Armee hinter die Loire und ging dann nach Riom. Hier las er die Anordnung vom 24. Juli 1815, nach der er arretiert und als Hochverräter dem Kriegsgericht übergeben werden sollte. Er dachte an die Flucht nach Amerika und wollte sich zunächst in die Schweiz begeben. Aber die Sehnsucht nach seiner jungen Frau und seinem kurz vorher geborenen ersten Kind trieb ihn zu einem Abschiedsbesuch in Paris. Später wurde ihm aber auch vorgeworfen, er habe in der Hauptstadt gegen die königliche Regierung konspirieren wollen. Alle Warnungen seiner Freunde waren vergeblich; er fuhr in einer Diligence von Clermont nach Paris, mit ihm ein Polizist, der sein Eintreffen alsbald dem Polizeipräfekten Élie Decazes meldete. Er wurde am 2. August in der Rue du Faubourg Poissonnière verhaftet und in das Abteigefängnis eingesperrt. Seine Frau soll versucht haben, ihn zu befreien, jedenfalls scheiterte ihr Vorhaben.
Die royalistische Presse strafte La Bédoyère mit einer Flut von wüsten Schmähungen, da er von ihrem Standpunkt aus der schuldigste Mann an Napoleons Herrschaft der Hundert Tage und der größte Verräter war. In den royalistischen Salons konnte man kaum erwarten, bis endlich sein Kopf fiele, und Ludwig XVIII., der bei weitem vorgezogen hätte, dass La Bédoyère außerhalb seines Zugriffs im Ausland weilen würde, wagte nicht, ihm gegen das Verlangen der Royalisten das Leben zu schenken. Einzig das Journal L’Indépendant verteidigte La Bédoyère, wurde aber verboten und steigerte nur die Wut der Royalisten. Benjamin Constant ergriff für La Bédoyère Partei und ließ dem König ein Gesuch vom 14. August 1815 zustellen, in dem er Milde gegen La Bédoyère in Form von dessen Begnadigung zu einer schweren Kerkerhaft als Pfand der Versöhnung der Restauration mit dem Heer Napoleons empfahl; aber die Ultras ließen Ludwig keine Milde üben und zwangen ihn zum offenen Bruch mit dem Heer.
Bereits am 2. August 1815 war der Colonel – mehr war La Bédoyère für die Restauration nicht, da sie die ihm während Napoleons erneuter Herrschaft der Hundert Tage verliehenen Titeln nicht anerkannte – vor das permanente Kriegsgericht der ersten Militärdivision gestellt worden, vor dem er am 9. August erschien, während die Tribünen überfüllt waren. Der Angeklagte verteidigte sich würdevoll, leugnete keineswegs seine Schuld, suchte nur Milderungsgründe anzuführen und seine Ehre rein zu halten. Er betonte, dass er nichts aus persönlichen Motiven getan und keinem Komplott vor Napoleons Rückkehr angehört habe; als er aber die königliche Missregierung schildern wollte, die zu seinem Abfall geführt habe, wurde er vom Präsidenten Colonel Anne Pierre de Bertier de Sauvigny zur Ordnung gerufen. Am Schluss seiner Rede sprach er die Hoffnung aus, alle Franzosen mögen sich um den Thron des Königs scharen, und bekannte sein Vergehen freimütig.
Dem Gesetze gemäß erklärte das Kriegsgericht La Bédoyère am 15. August 1815 einstimmig des Verrats und der Rebellion schuldig und verurteilte den 29-Jährigen zum Tod. Er appellierte und forderte Revision, der junge Advokat François Mauguin sprach für ihn, aber das Kriegsgericht verwarf am 19. August die Revisionsforderung. Vergeblich versuchten Mutter und Gemahlin La Bédoyères, ihn zu retten, umsonst fiel letztere dem König zu Füßen, als er ausfuhr, und bat ihn um Gnade; als ihre Schwiegermutter sich zu demselben Versuch rüstete, wurde sie davon zurückgehalten. Unablässig mit den Gedanken an seine Gattin und sein Kind beschäftigt, ging La Bédoyère unerschrocken dem Tod entgegen. Nachdem er noch von einem Priester, von dem er erzogen worden war, seelischen Beistand empfangen hatte, forderte er auf der Ebene von Grenelle am 19. August die zu seiner Erschießung abkommandierten Veteranen auf, ihn nicht zu verfehlen. Er deutete auf seine Brust als ihr Ziel und starb, ohne sich die Augen verbinden zu lassen, „Feuer“ kommandierend. Am 22. August 1815 wurde er auf dem Friedhof Père-Lachaise beigesetzt.
Napoleon setzte La Bédoyères Erben  testamentarisch 150.000 Francs aus, von denen sie aus dem bei Jacques Laffitte gebliebenen Fonds 62.143 Francs erhielten; Napoleon III. überwies sie 1855 mit 74.711 Francs auf die vier Millionen zur Bezahlung der Sankt-Helena-Schuld.